# Kingston (Missouri)
Kingston – miasto w Stanach Zjednoczonych, w stanie Missouri, siedziba administracyjna hrabstwa Caldwell.